# Exército Nacional do Estado de Shan

Bandeira do grupo

Exército Nacional do Estado de Shan (birmanês:  ရှမ်းပြည် အမျိုးသား တပ်မတော်) foi um grupo insurgente nacionalista representando o povo shan que lutou contra o regime militar do então Conselho de Estado para a Paz e Desenvolvimento de Mianmar (Birmânia). O comandante do Exército Nacional do Estado de Shan era o coronel Kan Yod.

## História
O Exército Nacional do Estado de Shan foi formado em 7 de julho de 1995 por membros descontentes do Exército Mong Tai de Khun Sa. O grupo alegou que o Exército Mong Tai estava focado demais no tráfico de narcóticos da China para Mianmar, ao invés de se concentrar na autodeterminação do povo shan. Dois líderes e 500 outros insurgentes decidiram romper com o Exército Mong Tai.
Em setembro de 1995, cerca de 2.000 insurgentes haviam se juntado ao Exército Nacional do Estado de Shan, deixando a sede do Exército Mong Tai em Ha Mong e estabelecendo uma base na cidade de Hsipaw. O Exército de Mong Tai acabaria rendendo-se às forças do governo e foi dissolvido após a deserção em massa. O Exército Nacional do Estado de Shan assinou um cessar-fogo com o governo no final de 1995.

### Operação do governo de 2005
Em abril de 2005, soldados do Tatmadaw e do Exército Unido do Estado Wa conduziram uma operação conjunta contra a sede do Exército Nacional do Estado de Shan, resultando na prisão da maioria de seus líderes. Em 11 de abril de 2005 e 19 de maio de 2005, duas brigadas do grupo renderam-se e desarmaram-se após serem instruídas pelo Tatmadaw a deixar a área para as forças do governo. Após a operação, o comandante do Exército Nacional do Estado de Shan Sai Yi e cerca de 5.000 a 6.000 soldados deixaram o grupo e se juntaram ao Exército do Estado de Shan - Sul, liderados pelo coronel Yawd Serk.